# 会子
会子（かいし）とは、中国南宋代に発行された紙幣。紹興31年（1161年）、行在臨安で初めて発行された。

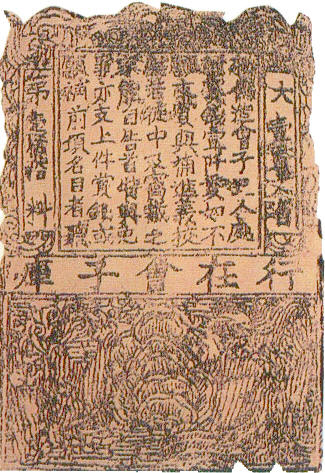
臨安で発行された南宋時代の会子。

## 会子の発行
紹興末年、南宋朝廷は銅銭の供給が不足すると、これを充てるために会子を発行し始め、最初は臨安一帯で使われたので「東南会子」と呼ばれた。紹興31年（1161年）2月、銭端礼が臨安府知府となり、先に四川で発行していた交子を真似て、会子の発行を官辺筋が施行することになり、臨安城の内外にわたって会子を銅銭と共に通用することを許した。これにより正式に「行在会子務」を設け、その発券も委ねた。会子は一貫・二貫・三貫に分かれ、東南各路で流通された。当時、戸部侍郎を務めた銭端礼が関連業務を主管し、徽州や池州から用紙が調達され成都・臨安で発行したが、皇室でも左幣銭10万緡を下賜して会資流通の種銭とするようにした。
会子の発行以来、南宋朝廷は度重なる試みの末、政府支出の半分は銅銭として、半分は会子として支払う「銭会中半制」を確立した。銭会中半制の施行は会子の信用を維持すると共に、平価切り下げを防止することに目的があった。両浙東西路・江南東西路・湖南などの一部地域も、会子を発行しながら会子は次第に南宋領内で大衆化され基軸通貨となり、逆に硬貨は減少し始め、後には一般庶民もまた会子として市中の価格を表示するようになった。孝宗の治世には軍備支出が膨張するに伴い、より多くの会子が発行された。この時に発行された会子は臨安で全て銅貨に交換されることはなかった。南宋朝廷は「都督府会子（淮南交子ともいう）」や「湖北会子」を建康・鄂州で銅銭に交換するよう命じた。これは臨安の資金不足を深化させない一方、他地方の会子が臨安に流入することを防止するためだった。孝宗は江淮地方での東南会子の通用を禁じたが、この措置は商人の自由な交易を阻害し、後に江淮地方でも東南会子の流通を許したにもかかわらず銅銭に交換することはできなかった。
隆興元年（1163年）、200・300・500文の額面金額を持つ会子が発行された。この時期の文人である洪适は「小さな郡は山の奥にあるが、富を築いた家がない。裕福な商人の足跡が着かないので市場町で貨幣が回ることも非常に少なく、民間ではみんな会子として税金を納める」と書いている。宋金戦争中、会子は引き続き発行され、数年間に切り下げ現象が発生した。乾道2年（1166年）11月14日の時点で合計1560万道（貫）が発行された。乾道3年（1167年）12月、勅令により内庫の銀200万両を放出して旧券の会子500万両を交換し、旧会子は全て回収して燃やした。以後、3年を期限として各周期ごとに新しく会子を発行し、会子の発行額も1千万貫に制限することになった。南宋初期には銭会中半制を維持するためにできるだけ比率を簡単に変えなかった。しかし、銅銭が貴重になると、政府は輸入方面で銭会中半制の方針を捨て、会子の比率を高めたり、さらには全額会子として支払ったりもした。このように、ますます会子の価値は下がったが、民間では次第に主要貨幣として硬貨を代替していった。会子は両税を納付し、絹や硬貨に交換するのに役に立ったので、農民までも会子を使うようになり、中国で紙幣の使用は急速に進展したのだ。嘉泰3年（1203年）、杭州会子庫に監官（監督官）が設置された。開禧3年（1207年）、南宋は平均歳入の82%に当たる会子を発行した。嘉定2年（1209年）、会子の流通額は合計1億1560万貫であり、乾道4年（1168年）の11倍に達した。嘉定11年（1218年）、金との戦争に要した軍備支出のために追加で500万道（貫）の会子が発行された。
会子の流通が次第に増加すると、南宋朝廷は偽造会子を防止するために会子の発行や使用期限に制限を設け、これを「分界」と称した。乾道4年（1168年）に初めて定めた以来、3年周期で毎回会子を新たに発行して以前の会子を交換してくれ、交換しなかった旧券の会子は全て価値を喪失させた。これにより会子の価値を維持したが、厳格に施行されることはなかった。淳祐7年（1247年）には17・18界（回次）の発行会子まで使用制限をなくすと規定し、既存の分界方式を取り消したが、これは悪性インフレーションを起こし、18界発行分の200貫値打ちの会子では草履一足も買えないほどだった。別に「鉛錫会子」というものもあり、これは鉛と錫を政府に販売して得た現金の引き出し証明書であった。史料によれば「還有銭会子」や「寄附銭物会子」もあった。
紹定3年（1230年）から李全の乱があり、翌年にはモンゴル帝国が四川と陝西を攻撃した。紹定5年（1232年）に会子の発行額は3億2900万貫であり33倍ほど増加し、それだけ偽造会子の数も増えた。淳祐5年（1245年）にも会子を通ずる大量の軍需調達が行われた。淳祐6年（1246年）、累積した各界の発行会子は合計6億5千万貫に達し、悪性インフレーションが続いた。嘉熙年間、臨安における会子は1貫当たり銅銭300～400文の価値を持っていた。景定5年（1264年）、朝廷の実権を握った賈似道は価値が暴落した会子の代わりに1貫当たり銅銭770文に当たる「見銭関子」を発行した。南宋の滅亡後、会子と関子はみんな元朝が発行した交鈔に代替された。

## 関連文献
- 黒田明伸『歴史のなかの貨幣 銅銭がつないだ東アジア』岩波書店〈岩波新書〉、2025年。